# Paul Winter
Paul Winter (Altoona, 31 agosto 1939) è un sassofonista, compositore e musicista statunitense.
Con i suoi strumenti, il sassofono alto e soprano, è da decenni protagonista della fusione stilistica del jazz, dal fusion alla new Age, e vincitore per sei volte il Grammy Award.

## Carriera
Nel 1961, mentre Winter frequentava la Northwestern University, il sestetto da lui diretto (Paul Winter Sextet) vinse l'Intercollegiate Jazz Festival ed ebbe un contratto con la casa discografica Columbia Records.
L'anno successivo il gruppo fece un tour nell'America Latina in qualità di ambasciatore del Dipartimento di Stato degli USA, effettuando 160 concerti in 23 stati. Il sestetto fu anche il primo complesso jazz ad esibirsi alla Casa Bianca.
Winter ritornò in Brasile a metà degli anni sessanta e il suo interesse per la musica brasiliana, e in particolare per la bossa nova, lo portò a registrare, nel 1965 l'album Rio che ottenne la presentazione di Vinícius de Moraes.
Successivamente, alla fine degli anni sessanta il gruppo di Winter cambiò nome e divenne il Paul Winter Consort. Questa formazione contribuì notevolmente allo sviluppo della world music e della space music. L'album Icarus del 1972, fu prodotto George Martin. La maggior parte dei musicisti che collaborarono a questo disco diedero origine al gruppo degli Oregon. Il Paul Winter Consort ha continuato a suonare negli anni con musicisti differenti.

## Discografia

### Solista
- Canyon Lullaby (1997)
- Prayer for the Wild Things (1994) - (Grammy award)
- Solstice Live! (1993)
- Earth: Voices of a Planet (1990)
- Earthbeat (1987)
- Winter Song (1986)
- Canyon (1985)
- Sun Singer (1983)
- Missa Gaia/Earth Mass (1982)
- Callings (1980)
- Common Ground (1978, A&M Records)

### Collaborazioni
- Celtic Solstice, Paul Winter and Friends (1999, Living Music) - (Grammy award)
- Brazilian Days, con Oscar Castro-Neves (1998)
- Whales Alive, con Paul Halley (1987)
- Rio, con Luiz Bonfá, Roberto Menescal, and Luíz Eça (1965, Columbia)
- The Sound of Ipanema, with Carlos Lyra (1964)

### The Earth Band
- Journey with the Sun (2000, Living Music)

### Paul Winter Consort
- Crestone (2007) - (Grammy Award)
- Silver Solstice (2005) - (Grammy Award)
- Spanish Angel (1993) - (Grammy Award)
- Turtle Island, con Gary Synder (1991)
- The Man Who Planted Trees (1990)
- Wolf Eyes compilation (1989)
- Concert for the Earth (1985)
- Icarus (1972, Epic; riedito da Living Music 1984)
- Road (1970, A&M; riedito nel 1989)
- Something in the Wind (1969, A&M)
- The Winter Consort (1968, A&M)
- Earthdance (1977, A&M - compilation dei pezzi di tre A&M Consort album)

### In Brasile
- The Sound of Ipanema, con Carlos Lyra (1964, Columbia)
- Rio (1964, Columbia)

### Paul Winter Sextet
- Jazz Meets the Folk Song (1963, Columbia)
- New Jazz on Campus  (1963, Columbia)
- Jazz Premiere: Washington  (1963, Columbia)
- Jazz Meets the Bossa Nova (1962, Columbia)
- The Paul Winter Sextet (1961, Columbia)